# Medalla Alvar Aalto
La Medalla Alvar Aalto  se estableció en 1967 por el Museo finlandés de Arquitectura y la Asociación Finlandesa de Arquitectos (SAFA), en honor de Alvar Aalto. Se otorga cada pocos años como reconocimiento de la contribución a la arquitectura creativa del galardonado. La ceremonia se desarrolla en el centro Alvar Aalto Symposium de la ciudad Jyväskylä, lugar de nacimiento de Alvar Aalto.

## Lista de galardonados con la Medalla Alvar Aalto
| año  | Premiados                          | País           |
| ---- | ---------------------------------- | -------------- |
| 1967 | Alvar Aalto                        | Finlandia      |
| 1973 | Hakon Ahlberg                      | Suecia         |
| 1978 | James Stirling                     | Reino Unido    |
| 1982 | Jørn Utzon                         | Dinamarca      |
| 1985 | Tadao Ando                         | Japón          |
| 1988 | Álvaro Siza                        | Portugal       |
| 1992 | Glenn Murcutt                      | Australia      |
| 1998 | Steven Holl                        | Estados Unidos |
| 2003 | Rogelio Salmona                    | Colombia       |
| 2009 | Tegnestuen Vandkunsten             | Dinamarca      |
| 2012 | Paulo David                        | Portugal       |
| 2015 | Fuensanta Nieto y Enrique Sobejano | España         |
| 2017 | Zhang Ke                           | China          |